# Матвеев, Юрий Николаевич
Ю́рий Никола́евич Матве́ев (род. 27 сентября 1960, Хилок, Читинская область) — российский гитарист-виртуоз, композитор, участник инструментального дуэта «Белый острог».

## Биография
Юрий Матвеев родился 27 сентября 1960 года в городе Хилок, Читинская область. Окончив школу, поступил в Иркутский политехнический институт на факультет кибернетики. Не закончив обучения, поступил в Иркутское музыкальное училище, обучался там игре на акустической гитаре. Карьера профессионального музыканта началась для него в 1986 году, когда вместе со скрипачом Артёмом Якушенко он отправился выступать на Всесоюзном джазовом фестивале в Новосибирске, где получил диплом как один из лучших исполнителей. Активная работа дуэта пошла с 1992 года, находясь в составе иркутского ТЮЗа и «Театра пилигримов», они писали музыку для спектаклей, ездили с концертами по стране и за границу, в частности, выступали в Перу и Германии. Стиль коллектива труднопреодолимый: авторская инструментальная музыка с элементами джаза, рока, этнических мотивов. После участия в фестивале «Рок чистой воды» друзья решили основать собственную группу «Белый острог».
В 1995—1997 годах музыканты провели гастрольные туры по Скандинавии, США, Латинской Америке, Западной Европе, были участниками различных международных фестивалей, при этом на Западе коллектив получил известность под названием Two Siberians. Дуэтом написано много музыки для театральных постановок и кинопроектов как в России, так и за рубежом. Спектакль «Русальская сказка» с музыкой «Белого острога» получил гран-при на Международном фестивале театров кукол в городе Бекешчаба (Венгрия) в 1999 году. Балет «Любовь моя — цвет зелёный» (2001) по пьесе Федерико Гарсиа Лорки «Дом Бернарды Альбы», для которого дуэт написал музыку, номинировался на Российскую театральную премию «Золотая маска». Спектакль «Зимняя сказка» с их музыкой получил первую премию на Международном фестивале театров кукол в городе Торунь (Польша) в 2002 году и «Золотую маску» в 2003-м. Были написаны саундтреки к сериалам «Next 2» (2001), «Next 3» (2003), «КГБ в смокинге» (2005) и фильму «Граф Монтенегро» (2006).
«Белый острог» распался в 2007 году, и Матвеев продолжил работать сольно, участвовал в создании музыкального ряда для военного сериала «Афганский призрак». Ныне[когда?] проживает в Москве с семьей и внуком Романом, является официальным эндорсером гитар Crafter.